# IC 2060
IC 2060 — галактика типу E-S0 (еліптична спіральна галактика) у сузір'ї Сітка.
Цей об'єкт міститься в оригінальній редакції індексного каталогу.